# Observation des îles Canaries
 (octobre 2019).
Si vous disposez d'ouvrages ou d'articles de référence ou si vous connaissez des sites web de qualité traitant du thème abordé ici, merci de compléter l'article en donnant les références utiles à sa vérifiabilité et en les liant à la section « Notes et références ».
L'observation des îles Canaries désigne une célèbre apparition d'ovni dans la nuit du 22 juin 1976, au-dessus de Tenerife, La Palma et La Gomera. Il y eut de nombreux témoins et L'armée de l'air espagnole diligenta une enquête qui fut déclassifiée en 1994 et qui révéla qu'aucune explication rationnelle n'a été trouvée.

## Les faits
Le 22 juin 1976 à 21h 27, l'équipage de la corvette de la Marine Royale espagnole aperçoit "une lumière jaunâtre-bleuâtre intense se déplacer au large du rivage". L'objet est par ailleurs vu par des civils, depuis le rivage de l'île de Fuerteventura. C'est alors que la lumière s'éteint et qu'un faisceau lumineux commence à tourner, durant deux minutes, avant que la lumière se rallume et que son halo jaunâtre et bleuâtre grossit considérablement. Ce phénomène reste visible durant 40 minutes. D'après le rapport de l'Armée de l'Air espagnole, tout l'équipage de la corvette a observé la même chose. En revanche, toujours selon ce rapport, aucun écho radar ne fut repéré. Au même moment, de nombreuses personnes de l'île de Grande Canarie, civils et militaires, observent le même phénomène.
Cette même nuit, un autre phénomène mystérieux fut observé aux Canaries, plus controversé celui-là, étant un cas de rencontre rapprochée du 3e type. Un médecin, Dr Francisco Padrón León (que l'enquête militaire décrira comme quelqu'un de sérieux et de sain d'esprit), ainsi que le chauffeur du taxi dans lequel il se trouvait, virent une sphère transparente d'une trentaine de mètres, brillant d'une lumière jaunâtre et bleuâtre, dans laquelle, ils déclarèrent avoir vu deux êtres d'environ 2 mètres 50 de hauteur, habillés de rouge, avec une sorte de casque. La sphère commença à briller alors beaucoup plus fortement avant de s'élever vers le ciel et partir avec une grande vitesse, comme dans le cas de l'objet vu par les marins espagnols.
Lorsqu'ils arrivèrent ensuite chez une femme analphabète que Padrón était venu soigner, elle déclara paniquée avoir vu la même chose, et ajouta qu'à ce moment, sa télévision s'était éteinte et ses chiens s'étaient mis à hurler à la mort. 
Il est possible que ces deux observations correspondent au même phénomène. Cependant, si le premier est prouvé (de nombreux témoins, crédibles, à des endroits différents, décrivant la même chose sans contradictions) et fut confirmé par le rapport militaire, le second ne dispose d'aucune preuve, même si l'enquête militaire a jugé les témoins crédibles. 
Par ailleurs, une photographie fut prise par un touriste, qui fut analysée, et aucun trucage, ni méprise avec un phénomène connu ne purent être détectés.

## Enquête
3 jours plus tard, un adjudant-major fut chargé de mener une enquête. Il analysa toutes les possibilités, qu'il dut rejeter ensuite :
- Un avion ? Il n'y avait aucun trafic aérien, civil comme militaire, à cette heure-ci sur cette zone des Canaries
- L'hypothèse du missile fut, elle aussi rejetée, du fait de la luminosité et du comportement de l'ovni. De plus, les militaires auraient surement reconnu un essai de missiles. Cependant, les sceptiques penchent pour cette théorie.
- L'idée d'une aurore boréale fut elle aussi analysée et rejetée, les aurores étant extrêmement rares à cette latitude. De plus, elle aurait été aussi observée dans toute l'Europe et l'Afrique du Nord, or il n'y en eut aucune cette nuit-là.
- les hypothèses d'une chute de météore ou d'un ballon météo furent aussi rejetées, du fait des importantes variations de vitesse et de trajectoire observées.

Le rapport militaire conclut donc : "Si nous étudions dans l'ensemble les trois rapports publiés jusqu'à présent (1/75, 1/76, et 2/76), nous devons réfléchir sérieusement à la nécessité de considérer la possibilité d'accepter l'hypothèse qu'un engin d'origine inconnue, propulsé par une énergie également inconnue, se meut librement au-dessus des cieux dans les Canaries." (Ce n'était pas en effet la première fois qu'un tel phénomène était vu aux Canaries. 3 jours avant, le général commandant de la zone aérienne des Canaries avait observé lui-même un ovni avec son État-Major, phénomène confirmé lui aussi par les habitants canariens.)

## Sur le sujet
- OVNIS: Documentos Oficiales del Gobierno Español, J.J. Benitez, 1976
- Rapport militaire sur l'observation
- Déposition No. A-01 par le Dr Francisco Padrón León, dans les fichiers des Forces Aériennes Espagnoles.
- Déposition No. A-02 par le chauffeur de taxi et No. B-05 par une femme de Galdar, dans les fichiers des Forces Aériennes Espagnoles.